# مصطفى شوبير
مصطفى شوبير (مواليد 1 مارس 2000) ولد في محافظة الجيزة المصرية، وهو لاعب كرة قدم مصري يلعب كحارس مرمى في النادي الأهلي وهو ابن حارس النادي الأهلي السابق احمد شوبير.

## الإنجازات
الأهلي
- الدوري المصري الممتاز (3): 2018–19، 2019-20، 2022-23
- كأس مصر (3): 2019–20، 2021–22،  2022–23
- كأس السوبر المصري (1): 2023–24
- دوري أبطال أفريقيا (3): 2020–21، 2022–23، 2023–24

## روابط خارجية
- مصطفى شوبير على موقع إي إس بي إن إف سي (الإنجليزية)
- مصطفى شوبير على موقع قاعدة بيانات كرة القدم.إي يو (الإنجليزية)
- مصطفى شوبير على موقع Soccerbase.com (لاعب) (الإنجليزية)
- مصطفى شوبير على موقع Soccerway.com (الإنجليزية)
- مصطفى شوبير على موقع عالم كرة القدم.نت (الإنجليزية)